# حصار هيوتشي
حصار هيوتشي أو معركة حصن هيوتشي (باليابانية: 火打城の戦い، بالروماجي: Hiuchi-jou no Tatakai) معركة ضمن حرب غينبيه حدثت عام 1183 في مقاطعة إتشيزين [الإنجليزية] حول أحد حصون قوات ميناموتو نو يوشيناكا.

## الأحداث
في عام 1183 قامت قوات تايرا بقيادة تايرا نو كوريموري بفرض حصار على أحد حصون قبيلة ميناموتو ذات الدفاعات القوية في مقاطعة إتشيزين [الإنجليزية]، الحصن محمي بشكل جيد كونه مبني على صخور عملاقة ومحاط بالقمم الجبلية من كافة الجوانب وأمامه يجري نهران وهما نهري نومي وشيندو حيث قامت قبيلة ميناموتو ببناء سد من الصخور عند إلتقاء النهرين ليرتفع منسوب الماء مشكلاً خندق مائي كبير كالبحيرة أمام الحصن حيث وقفت قوات تايرا لأيام عاجزة عن إختراقه، حتى قام أحد الخونة الموجودين داخل الحصن بكتابة رسالة ووضعها على رأس سهم ثم أطلقها على معسكر تايرا يخبرهم فيها بكيفية إفراغ الخندق المائي بسهولة إذا أرسل جنوده في جنح الظلام لتحطيم السد حيث سيدفق الماء بسرعة ويمكن للقوات العبور عندها والإستيلاء على الحصن، بالفعل هذا ما فعلته قبيلة تايرا حيث أُفرغ الماء بسرعة فور تحطيم السد ثم هجمت قواتهم دفعة واحدة، بالرغم من المقاومة الشديدة التي أبدتها قوات ميناموتو داخل الحصن والتي عددها 6000 محارب إلا أن الحصن سقط بيد تايرا، لكن تمكن يوشيناكا وجزء من قوات ميناموتو من النجاة والهروب من الحصن.